# Scottellia klaineana
Scottellia klaineana är en tvåhjärtbladig växtart som beskrevs av Jean Baptiste Louis Pierre. Scottellia klaineana ingår i släktet Scottellia och familjen Achariaceae. Utöver nominatformen finns också underarten S. k. mimfiensis.